# Coelotes mastrucatus
Coelotes mastrucatus là một loài nhện trong họ Amaurobiidae.
Loài này thuộc chi Coelotes. Coelotes mastrucatus được miêu tả năm 1990 bởi Jia-Fu Wang et al..